# Čabulja
Čabulja je planina u Hercegovini između rijeke Neretve i njene desne pritoke Drežanke. Najviši vrh je Velika Vlajna 1776 m.
Građena je od mezozojskih vapnenaca, a djelomično i od dolomita. Morfotektonski je produžetak planine Velež. Prema dolini Drežanke oštro je oivičena nekoliko stotina metara visokim tektonskim strinama, dok prema jugozapadu prelazi u podgorinu. Snažna pleistocenska glacijacija ostavila je na mnogim mjestima duž obje podgorine planine, a naročito duž jugozapadne velike komplekse morenskih nasipa.
Čabulja je uglavnom gola, krševita i bezvodna, s malo obradive zemlje u uskim udolinama jugozapadne podgorine, gdje se nalaze malobrojna razbijena seoska naselja. U većem dijelu Čabulja je područje ljetnjih ispaša sa sezonskim stočarskim naseljima, među njima i stočara iz submediteranske zapadne Hercegovine.
U širem smislu, najviša uzvisina prema istoku je jugoistočni izdanak Čabulje, brdo Hum.